# Bertricourt
Bertricourt é uma comuna francesa na região administrativa de Altos da França, no departamento de Aisne. Estende-se por uma área de 4,48 km². Em 2010 a comuna tinha 159 habitantes (densidade: 35,5 hab./km²).